# Sign o’ the Times (Album)
Sign o’ the Times (stilisiert als Sign “☮” the Times; englisch für Zeichen der Zeit) ist das neunte Studioalbum des US-amerikanischen Musiker Prince, wobei er alle Songs arrangierte, komponierte und produzierte. Es erschien als Doppelalbum am 30. März 1987 bei dem Label Paisley Park Records / Warner Bros. Records. Die Musik zählt zu den Genres Contemporary R&B, Elektronische Tanzmusik, Funk, Jazz, Pop, Rock und Soul, die Liedtexte handeln überwiegend von zwischenmenschlichen Beziehungen, Liebe und sexuelle Anspielungen. Als Gastmusiker wirken Clare Fischer, Jill Jones, Lisa Coleman, Sheena Easton, Sheila E., Susannah Melvoin und Wendy Melvoin mit. Die Titelliste des Albums dient auch dem Konzertfilm Prince – Sign O’ the Times, der im November 1987 in die US-amerikanischen Kinos kam.
Ursprünglich nahm Prince ein Dreifachalbum mit 22 Songs namens Crystal Ball auf, musste dieses aber auf Wunsch von Warner Bros. Records auf ein Doppelalbum mit 16 Songs reduzieren und benannte es in Sign o’ the Times um, das kommerziell erfolgreich war und international in diversen Ländern Gold- und Platinstatus erreichen konnte.
Nach Ansicht von Musikkritikern stellt Sign o’ the Times einen Höhepunkt des musikalischen Schaffens von Prince dar und wurde überwiegend hervorragend bewertet. Im Jahr 2017 wurde das Album in die Grammy Hall of Fame aufgenommen.
Am 25. September 2020, viereinhalb Jahre nach Prince’ Tod, veröffentlichten NPG Records und Warner Bros. Records eine überarbeitete Version des Originalalbums mit Namen Sign o’ the Times Super Deluxe.

## Entstehung
Anfang März 1986 hatte sich Prince ein Tonstudio mit Namen Galpin Blvd Home Studio in sein Privathaus in Chanhassen in Minneapolis einbauen lassen. Das neue Heimstudio bot genügend Platz für Songaufnahmen einer Musikband. Toningenieurin Susan Rogers (* 1956) meinte: „Es war ein Weltklasse-Studio. Wir hätten wirklich mit jedem beliebigen konkurrieren können. Im Gegensatz zum vorherigen Haus hatte dieses sogar ein kleines Zusatzstudio, wo man Schlagzeug und Klavier aufstellen konnte.“ In den vorangegangenen Jahren hatte Prince für Band-Studioaufnahmen aus Platzgründen auf andere Musikstudios ausweichen müssen.

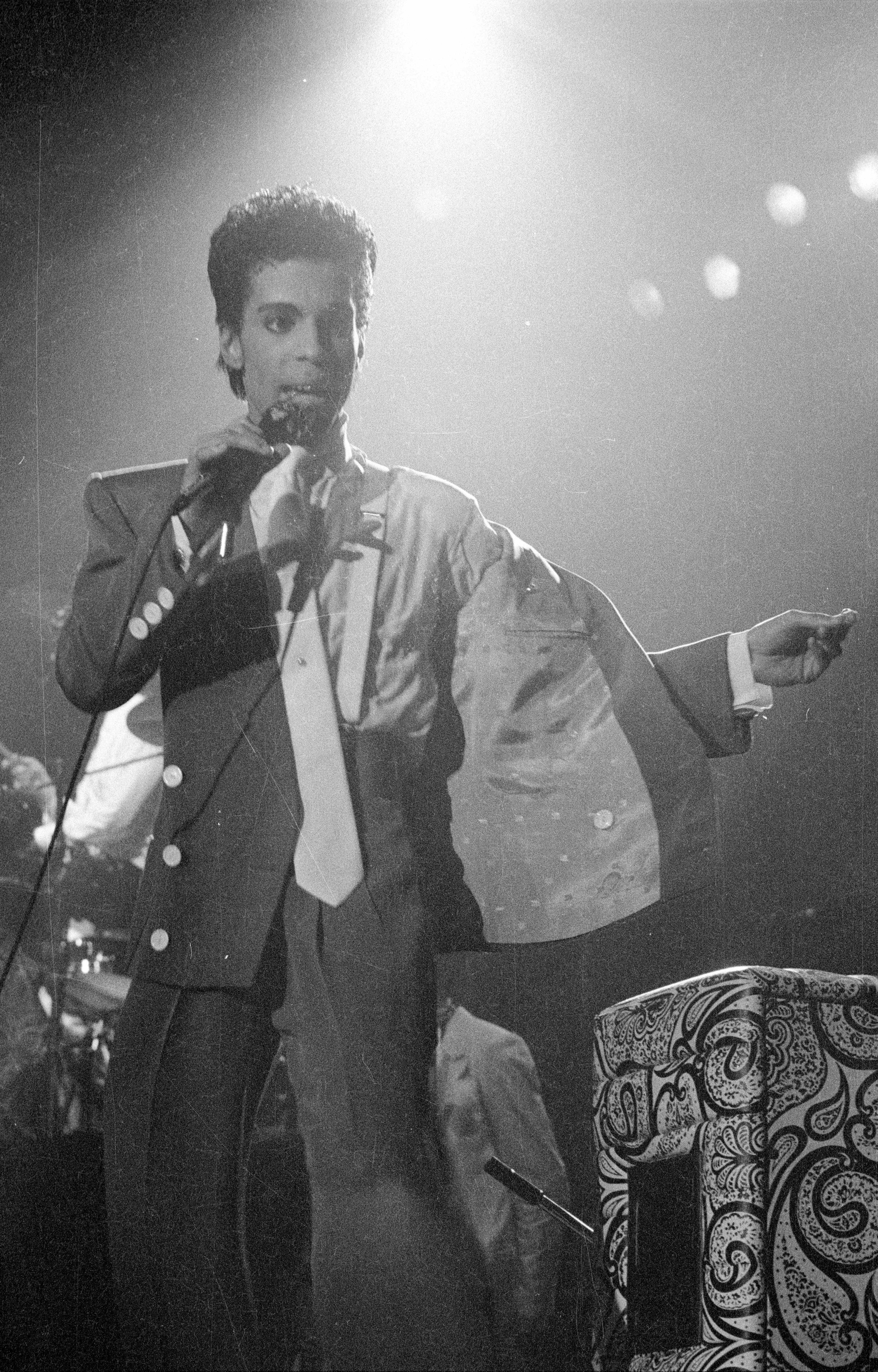
Prince, 1986

Am 13. März 1986 nahm Prince mit The Ballad of Dorothy Parker den ersten Song in seinem neuen Heimstudio in Minneapolis auf. Zwei Tage später überarbeitete er dort das Stück Strange Relationship, das er bereits drei Jahre zuvor am 14. März 1983 komponierte. Im Laufe der Jahre arbeitete Prince, gemeinsam mit Lisa Coleman und Wendy Melvoin, immer wieder an dem Song und platzierte ihn letztendlich auf dem Album Sign o’ the Times. Den Song Starfish and Coffee spielte er am 20. April 1986 im Galpin Blvd Home Studio ein.
Vom 3. Mai bis zum 11. Mai 1986 buchte Prince das Tonstudio Sunset Sound in Los Angeles in Kalifornien und nahm am letzten Tag It auf. Das Stück Slow Love überarbeitete er am 3. Juni 1986 im Tonstudio Washington Avenue Warehouse in Edina (Minnesota), ursprünglich schrieb er den Song bereits am 1. Juli 1984. Vom 12. Juli bis zum 18. Juli 1986 mietete Prince erneut das Sunset Sound und nahm am 13. Juli The Cross auf und am 15. Juli das Titelstück Sign o’ the Times. Einen Tag später überarbeitete er den Song I Could Never Take the Place of Your Man, den er ursprünglich am 23. Mai 1979 geschrieben hatte. Am 6. August 1986 spielte Prince im Galpin Blvd Home Studio Hot Thing ein und einen Tag später Forever in My Life.
Vom 12. August bis zum 9. September 1986 war er mit seiner Parade-Tour weltweit unterwegs, die er mit The Revolution absolvierte. Am 25. August spielte Prince im Zénith Paris in Paris den Song It’s Gonna Be a Beautiful Night und ließ diesen in einem mobilen Tonstudio mitschneiden.
Als Prince wieder in Minneapolis war nahm er am 16. September 1986 im Galpin Blvd Home Studio den Song Shockadelica auf, der als B-Seite von der im Mai 1987 veröffentlichten Singleauskopplung von If I Was Your Girlfriend dient. Während Prince in dieser Zeit in seinem Heimstudio arbeitete, erhielt er einen Telefonanruf von dem Produzenten Quincy Jones. Dieser fragte, ob Prince zusammen mit Michael Jackson den Titelsong zu dessen neuem Album Bad (1987) im Duett singen wolle. Toningenieurin Susan Rogers erzählte: „Prince war begeistert, dass er gefragt worden war, aber er sagte zu mir ‚Ich mach’ halt solches Zeug nicht‘.“ Quincy Jones erinnerte sich hingegen folgendermaßen: „Prince kam ins Studio, hörte den Song und ging. Michael musste alleine singen.“ Zudem wollte Jacksons damaliger Manager Frank DiLeo Musikpromotion veranstalten, in der Jackson und Prince als Konkurrenten dargestellt werden, was Interesse an dem Song und dem gleichnamigen Album erzeugen sollte. Ferner sollten die beiden gemeinsam im Musikvideo zur Single Bad auftreten, was Prince aber alles ablehnte. Stattdessen bot er an, den Song Wouldn’t You Love to Love Me? zum Album Bad beizusteuern, was Jackson jedoch ablehnte. Schließlich gab Prince das Stück an die Sängerin Taja Sevelle (* 1962) weiter, die es im Jahr 1987 auf ihrem Album veröffentlichte. Nach Prince’ Tod wurde seine von ihm gesungene Version auf dem Album Originals im Jahr 2019 herausgebracht.
Anfang Oktober 1986 flog Prince wieder nach Los Angeles, um dort für drei Monate weitere Songs im Studio Sunset Sound aufzunehmen. Saxophonist Eric Leeds und Trompeter Atlanta Bliss versahen einige Songs mit Bläser-Overdubs und Jill Jones wurde für mehrere Songs als Background-Sängerin engagiert. In den ersten zwei Wochen war Prince damit beschäftigt, Songs für andere Interpreten zu schreiben. Unter dem Pseudonym „Joey Coco“ nahm er unter anderem Songs für Deborah Allen, Kenny Rogers und Nona Hendryx auf. Zudem schrieb er einen Song namens Emotional Pump für Joni Mitchell, die den Song aber ablehnte. Das Stück wurde letztendlich im September 2020 auf Sign o’ the Times Super Deluxe veröffentlicht.

### Camille
Am 18. Oktober 1986 nahm Prince im Sunset Sound den Song Housequake auf, wobei mittels Pitch-Shifting seine Stimme etwas höher und schneller als üblich ist. Dieser von ihm kreierte Effekt nannte er „Camille“, was ihm als sein Alter Ego und Pseudonym diente und als seine böse Seite interpretiert wurde. Toningenieur bei Housequake war Coke Johnson, da Susan Rogers Urlaub hatte. In der letzten Oktoberwoche 1986 nahm Prince die drei Songs Good Love, Rebirth of the Flesh und Rockhard in a Funky Place auf – alle mit seinem neuen „Camille“-Gesang, zudem überarbeitete er die von ihm zuvor aufgenommenen Versionen von Feel U Up (1981 komponiert) und Strange Relationship. Außerdem spielte er am 2. November If I Was Your Girlfriend ein. Shockadelica hatte Prince bereits im September 1986 aufgenommen.
Am 5. November 1986 stellte Prince ein neues Album fertig, das er Camille nannte. Alle Songs dieses Albums sind im beschleunigten Gesang vorgetragen. Das Album erhielt von Warner Bros. Records bereits eine Katalognummer und sollte im Januar 1987 veröffentlicht werden. Als erste Single sollte Shockadelica mit Housequake als B-Seite ausgekoppelt werden. Die Tracklist des geplanten Albums Camille war folgende:
| A-1                    | Rebirth of the Flesh                  | 4:54 | 2020: Sign o’ the Times Super Deluxe         |
| A-2                    | Housequake                            | 4:41 | 1987: Sign “☮” the Times                     |
| A-3                    | Strange Relationship                  | 4:04 | 1987: Sign “☮” the Times                     |
| A-4                    | Feel U Up                             | 6:30 | 1989: B-Seite von Partyman                   |
| B-1                    | Shockadelica                          | 6:12 | 1987: B-Seite von If I Was Your Girlfriend   |
| B-2                    | Goodlove                              | 5:11 | 1988: Soundtrack von Bright Lights, Big City |
| B-3                    | If I Was Your Girlfriend (ohne Intro) | 4:47 | 1987: Sign “☮” the Times                     |
| B-4                    | Rockhard in a Funky Place             | 4:31 | 1994: Black Album                            |
| Spieldauer: 40:50 min. |                                       |      |                                              |

### Crystal Ball
Das Album Camille wurde jedoch nicht veröffentlicht und Prince verfolgte das Projekt nicht weiter. Stattdessen nahm er im Sunset Sound am 19. November 1986 Adore auf und am 22. November Play in the Sunshine. Außerdem überarbeitete er die Liveversion von It’s Gonna Be a Beautiful Night; Prince ergänzte neue Textzeilen, Sheila E. sang den „Transmississippirap“ ein und spielte nachträglich Perkussion ein. Jill Jones und Susannah Melvoin übernahmen nachträglich die Backing Vocals. Zudem wurden Atlanta Bliss und Eric Leeds aus Minneapolis eingeflogen, um ihre Instrumentalparts in Adore und It’s Gonna Be a Beautiful Night einzuspielen. Am 30. November 1986 stellte Prince ein neues Dreifachalbum mit 22 Songs fertig, das er Crystal Ball nannte und folgende Tracklist besaß:
| A-1        | Rebirth of the Flesh                     | 2020: Sign o’ the Times Super Deluxe                            |
| A-2        | Play in the Sunshine                     | 1987: Sign “☮” the Times                                        |
| A-3        | Housequake                               | 1987: Sign “☮” the Times                                        |
| A-4        | The Ballad of Dorothy Parker             | 1987: Sign “☮” the Times                                        |
| B-1        | It                                       | 1987: Sign “☮” the Times                                        |
| B-2        | Starfish and Coffee (ohne Wecker)        | 1987: Sign “☮” the Times                                        |
| B-3        | Slow Love                                | 1987: Sign “☮” the Times                                        |
| B-4        | Hot Thing                                | 1987: Sign “☮” the Times                                        |
| C-1        | Crystal Ball                             | 1998: Crystal Ball                                              |
| C-2        | If I Was Your Girlfriend (ohne Intro)    | 1987: Sign “☮” the Times                                        |
| C-3        | Rockhard in a Funky Place                | 1994: Black Album                                               |
| D-1        | The Ball                                 | 2020: Sign o’ the Times Super Deluxe                            |
| D-2        | Joy in Repetition                        | 1990: Graffiti Bridge                                           |
| D-3        | Strange Relationship                     | 1987: Sign “☮” the Times                                        |
| D-4        | I Could Never Take the Place of Your Man | 1987: Sign “☮” the Times                                        |
| E-1        | Shockadelica                             | 1987: B-Seite von If I Was Your Girlfriend                      |
| E-2        | Good Love                                | 1988: Soundtrack von Bright Lights, Big City 1998: Crystal Ball |
| E-3        | Forever in My Life                       | 1987: Sign “☮” the Times                                        |
| E-4        | Sign o’ the Times                        | 1987: Sign “☮” the Times                                        |
| F-1        | The Cross                                | 1987: Sign “☮” the Times                                        |
| F-2        | It’s Gonna Be a Beautiful Night          | 1987: Sign “☮” the Times                                        |
| F-3        | Adore                                    | 1987: Sign “☮” the Times                                        |
| Gesamt: 22 |                                          |                                                                 |

Mo Ostin, damaliger Vorstandsvorsitzender von Warner Bros. Records, besuchte Prince in Los Angeles im Studio Sunset Sound und hörte sich das Album Crystal Ball an. Anschließend beriet er sich mit Prince und Steve Fargnoli (* 1949; † 2001), einem von Prince’ damaligen Managern. Ostin zeigte sich skeptisch und äußerte Zweifel an einer Veröffentlichung eines Dreifachalbums. Toningenieurin Susan Rogers beschrieb die Situation folgendermaßen: „Prince und Mo hatten gegenseitigen Respekt. Mo sagte zu Prince ‚Ich respektiere Ihre Vision, aber sie wird schlichtweg nicht funktionieren. Sie wird schwer zu verkaufen sein.‘ […] Natürlich war Prince sehr sehr enttäuscht.“ Prince’ damaliger Tourmanager Alan Leeds (* 1947) – der ältere Bruder von Saxophonist Eric Leeds – war zwar von einigen Songs beeindruckt, doch über eine Veröffentlichung von Crystal Ball als Dreifachalbum war er ebenfalls wenig begeistert und sagte: „Man musste zumindest damit rechnen, dass Fans und Kritiker negativ reagieren würden. Zwar hätten sich die Hardcorefans sicher über so einen Berg neuen Materials gefreut, aber davon abgesehen hatte diese Sache kaum Vorteile.“
Warner Bros. Records bestand darauf, dass Prince das Dreifachalbum auf ein Doppelalbum reduzieren müsse. „Es gab zahllose Meetings, es wurde viel gebrüllt und viel genervt. Es war sehr, sehr unangenehm“, erinnerte sich später Alan Leeds über die Diskrepanzen zwischen Prince und Warner Bros. Records. Prince kürzte schließlich das Album Crystal Ball, strich sieben Songs, änderte die Reihenfolge der Songs und benannte das Album in Sign “☮” the Times um.
Am 21. Dezember 1986 nahm Prince mit U Got the Look den letzten Song für das neue Album im Sunset Sound auf. Als Sheena Easton überraschend im Tonstudio erschien, nutzte er diese Gelegenheit, um mit ihr den Song zusammen als Duett einzusingen. Am 15. Januar 1987 stellte Prince das Doppelalbum Sign “☮” the Times im Sunset Sound fertig und integrierte im Albumtitel ein Friedenszeichen anstelle des Wortes „of“.

## Gestaltung des Covers
Das Schallplattencover zeigt einen Hintergrund aus Schrott, wie beispielsweise ramponierte Musikinstrumente und Verstärker, verblühte Blumen, kaputtes Spielzeug und Neonwerbeschilder, auf denen Schlagwörter wie „Arcade“, „Bar Grill“ oder „Girls, Girls, Girls“ zu lesen sind; die Kulisse entspricht dem Bühnenbild von Prince’ Sign-o’-the-Times-Tour und sein damaliger Bühnendesigner LeRoy Bennett wies darauf hin, der „Coverhintergrund entstand nicht am Computer, er wurde aufgebaut, in Minneapolis im Chanhassen Dinner Theatres, einem Veranstaltungssaal.“ Das Drumset ist auf der Motorhaube von einem Pontiac Grand Prix (Baujahr 1972) platziert, die Bedeutung vom Nummernschild „CKJ 505“ ist nicht bekannt. Rechts außen des Covers ist im Vordergrund das halbe Gesicht von Prince verschwommen zu sehen und die Farbgestaltung des Covers ist größtenteils in Pfirsichtönen gehalten.
Im Gegensatz zum Booklet beinhaltet die Innenhülle des Doppelalbums zwei weitere Fotos von Prince, wobei auf einem auch die Tänzerin Cat abgebildet ist. Das Schallplattencover der Doppel-LP wurde nicht als Klappcover gestaltet; die zwei LPs werden, wie bei einer Single-LP, in eine Öffnung hinein geschoben. Die Liedtexte sind sowohl im Booklet als auch in der LP-Ausgabe abgedruckt.
In den Liner Notes erwähnt Prince ein Stofftier mit Namen „The Penguin“ („Der Pinguin“); dieser wurde als Running Gag während der Albumaufnahmen benutzt und bekam immer der jeweilige Toningenieur als „Strafe“, der kurzzeitig eingeschlafen war. Aufgrund von Prince’ ungewöhnlichen Arbeitszeiten war es seinen Toningenieuren nicht immer möglich gewesen, permanent wach zu bleiben.

## Musik und Liedtexte

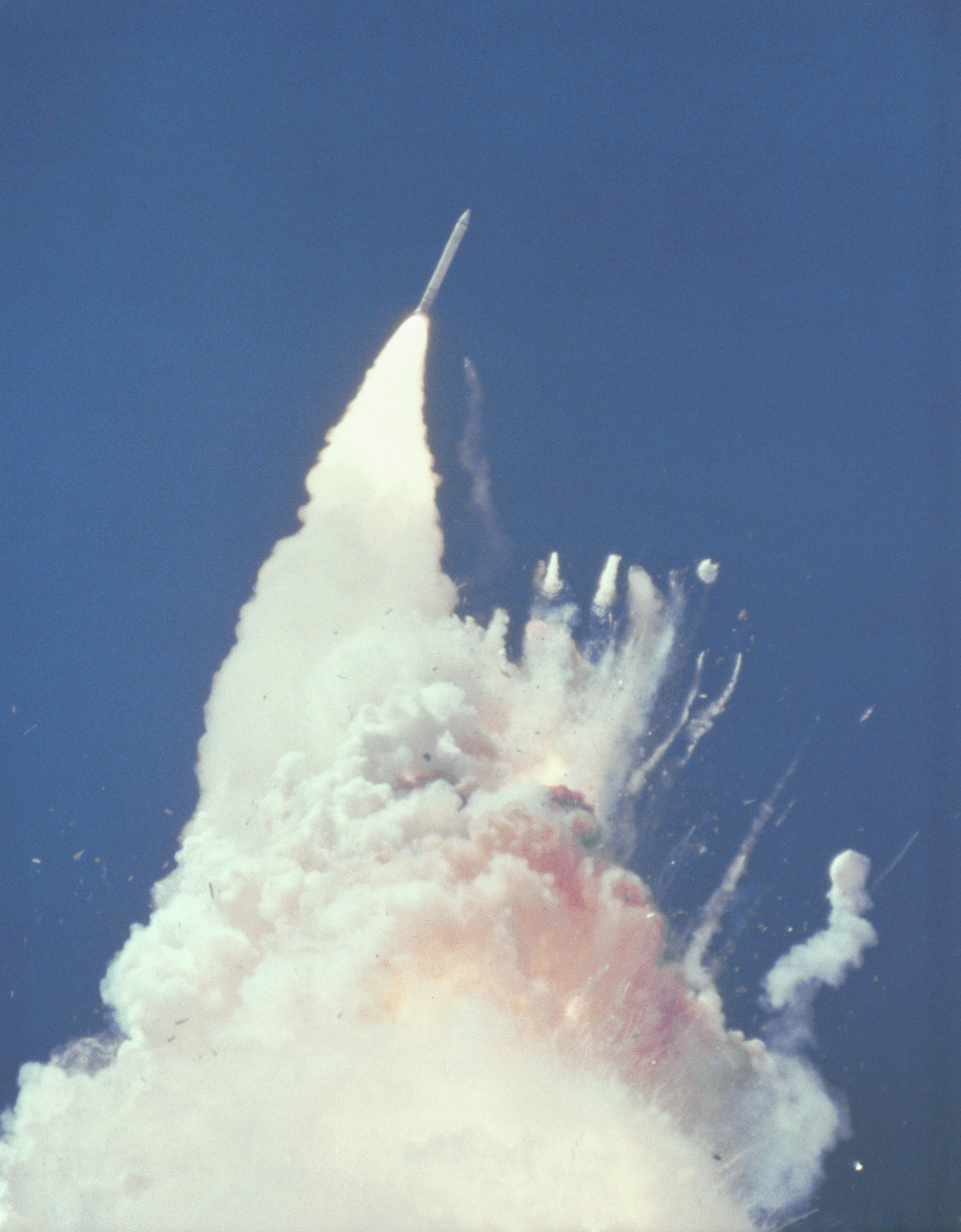
Das Challenger-Unglück am 28. Januar 1986

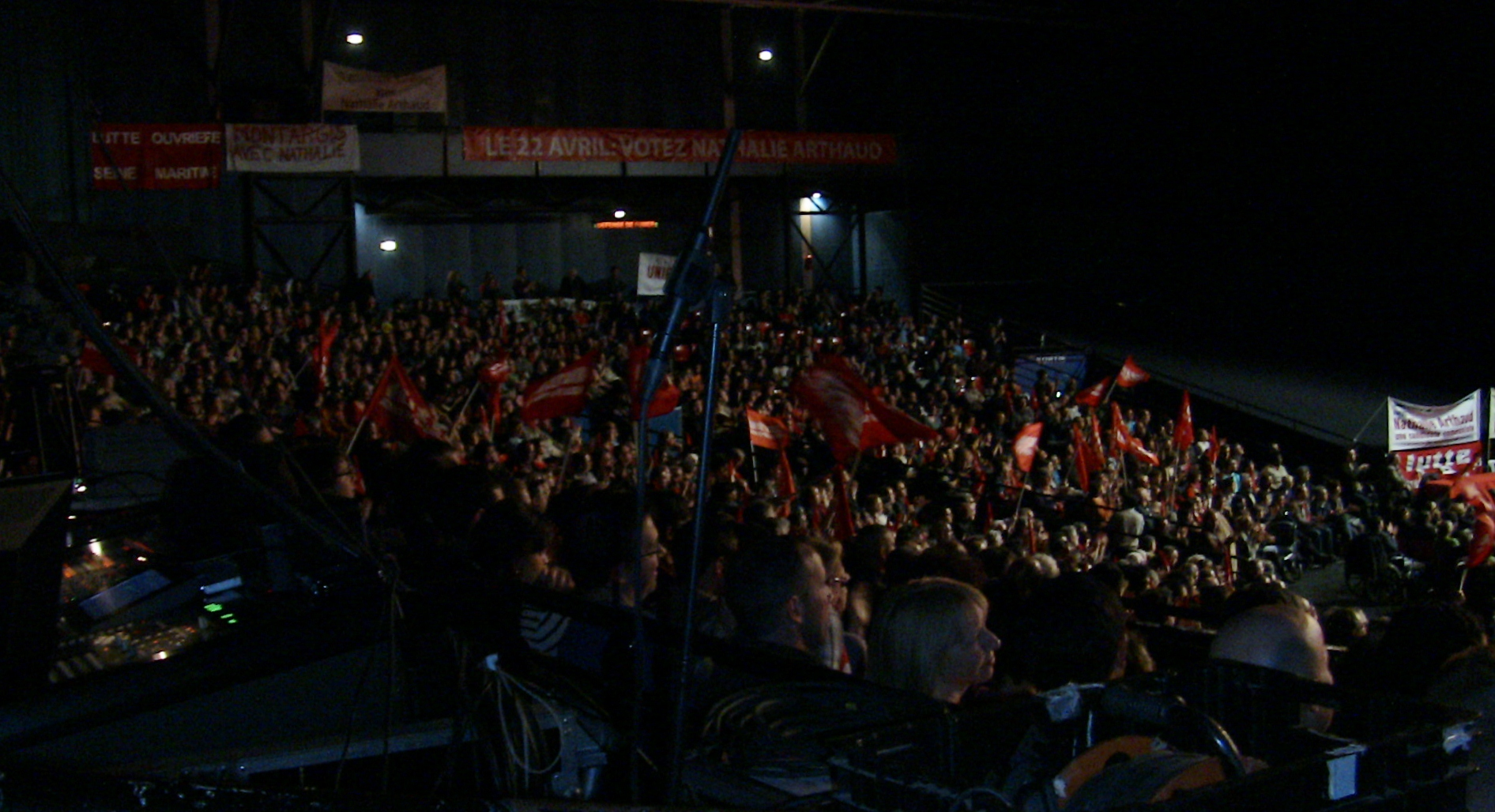
Innenraum vom Zénith Paris, 2012

Prince vereint auf dem Doppelalbum die Musikstile, die unter anderem seine ersten acht Alben charakterisieren; Contemporary R&B, Funk, Pop, Rock und Soul gepaart mit Elektronische Tanzmusik und Electronica. Zudem sind bei einigen Songs Einflüsse von Jazz zu hören. Bei den Songs It und Sign o’ the Times benutzte Prince den Synthesizer Fairlight CMI als Schlagzeug, ansonsten vertraute er dem Linn LM-1 Drumcomputer.
In den Liedtexten befasst sich Prince mit Themen, die er zuvor in seinen Alben ebenfalls behandelte; zwischenmenschliche Beziehungen, Liebe und sexuelle Anspielungen. Neben seinem charakteristischen Falsettgesang benutzt er auch tiefere Stimmlagen. Sein Pseudonym Camille hat er als Hauptsänger bei den vier Songs Housequake, If I Was Your Girlfriend, Strange Relationship und U Got the Look angegeben.
1. Sign o’ the Times
Das Titelstück ist aus den Musikgenres Funk und Rock, gepaart mit Blues-angehauchten Gitarrenlicks. Den Liedtext trägt Prince im Sprechgesang vor, wobei die Worte von ihm in einem ausdruckslosen, matten Tonfall angestimmt werden. Er befasst sich mit gesellschaftskritischen Themen, die jedoch nicht repräsentativ für das Doppelalbum sind. Beispielsweise nimmt Prince Bezug auf AIDS, Drogenkonsum, Jugendbanden, Armut und Bombenneurosen. Zudem thematisiert er das Challenger-Unglück vom Januar 1986 und singt: „Es ist albern, nicht? Wenn eine Rakete explodiert und alle wollen immer noch fliegen“.[36][37][38]
2. Play in the Sunshine
Der Partysong ist dem Genre Psychedelic Rock und Rockabilly zuzuordnen. Im Liedtext zelebriert Prince Party machen, Tanzen sowie die Freude am Leben zu sein; er wolle Spaß haben, als wäre es das letzte Mal.[38][39][40]
3. Housequake
Der markante Song stammt aus dem Bereich Funk und die Horn-Riffs erinnern an Fred Wesley und Maceo Parker, als diese früher bei James Brown in der Band spielten. Die zuweilen chaotische Party-Atmosphäre erinnert dagegen an George Clintons Bands Funkadelic und Parliament. Der Liedtext ähnelt inhaltlich Play in the Sunshine.[39]
4. The Ballad of Dorothy Parker
Aufgrund eines technischen Defekts besitzt die R&B/Soul-Ballade einen zuweilen gedämpften Klang; als Prince und seine damalige Toningenieurin Susan Rogers an dem bereits aufgenommenen Song feilten, kam es – aufgrund eines Schneesturms – währenddessen zu einem Stromausfall. Rogers stellte später fest, dass das Mischpult nur mit halb so viel Watt gelaufen war wie empfohlen. Dadurch wurden dem Song die Höhen genommen. Der Liedtext handelt von einer blonden Kellnerin namens „Dorothy Parker“, bei der Prince mittels einer anonymen Affäre Trost sucht. Zum Liedtext inspirierte ihn seine damalige Freundin Susannah Melvoin – Zwillingsschwester von Wendy Melvoin – als er mit ihr einen Streit hatte. Ferner singt Prince eine Textzeile des Songs Help Me (1974) von Joni Mitchell aus ihrem Album Court and Spark. Mit der US-Schriftstellerin Dorothy Parker (1893–1967) hat The Ballad of Dorothy Parker nichts zu tun.[40][41][42]
5. It
Der Song ist aus dem Bereich Funk und Rock und Prince benutzte zum ersten Mal das Fairlight CMI als Schlagzeug anstatt als Keyboard – er nahm das Stück am 11. Mai 1986 auf. Der Liedtext besitzt sexuelle Anzüglichkeiten und handelt von Begierde sowie sexueller Anziehungskraft; Prince möchte „irgendwo“ und „die ganze Nacht“ Sex haben, sei es im Bett oder auf einer Treppe.[36][43]
6. Starfish and Coffee
Das von Britpop der 1960er Jahre beeinflusste Stück beginnt mit dem Klang eines schrill klingenden Weckers. Anschließend spielt Prince Klavier-Akkorde. Die im Liedtext von ihm genannte Frau mit Namen „Cynthia Rose“ war gemäß Susannah Melvoin im wahren Leben eine ehemalige Klassenkameradin von ihr.[38][39][44]
7. Slow Love
Der Slow Jam ist aus dem Musikgenre Soul und wird von Bläsern dominiert. Es ist der einzige Albumsong, bei dem ein von Clare Fischer arrangiertes Streichorchester zu hören ist. Prince’ Stimme bewegt sich zuweilen zwischen verschiedenen Oktaven hin- und her, und der Liedtext handelt von Liebe und Sex. Inspiriert wurde er von der britischen Sängerin Carole Davis, die Prince im Jahr 1984 kennenlernte und mit der er 1986 eine kurzzeitige Affäre hatte.[36][44][45][46] Davis wird in den Liner Notes als Co-Autorin des Liedtextes aufgeführt.
8. Hot Thing
Der Song ist dem Genre Funk zuzuordnen und beinhaltet ein sich wiederholendes Keyboard-Motiv, das sowohl psychedelisch als auch fernöstlich klingt. Im Liedtext trifft Prince ein „kaum 21-jähriges Mädchen“, dem er sexuelle Avancen macht.[33][47]
9. Forever in My Life
Die Melodie erinnert zuweilen an den Song Everyday People von Sly & the Family Stone aus dem Jahr 1969. Die Gospel-angehauchte Ballade besteht lediglich aus wenigen Gesangsspuren, einem Rhythmus, der auf dem Linn LM-1 Drumcomputer erzeugt wurde und aus wenigen Gitarrenfiguren. Ein technischer Aufnahmefehler prägt den Song; bevor Prince mit dem Hauptgesang beginnen wollte, bat er Toningenieuren Susan Rogers, seine zuvor aufgenommenen Backing Vocals zu dämpfen. Im Nachhinein stellte sich jedoch heraus, dass er mit seinem Hauptgesang zu spät angefangen hatte, sodass dieser etwas hinter dem Rest der Musik hinterherhinkt. Doch Prince behielt diesen Effekt absichtlich bei. Im Liedtext verspricht er, bedeutungslose sexuelle Begegnungen aufzugeben.[39][48] John F. Kennedy, Jr. ließ den Song auf seiner Hochzeit mit Carolyn Bessette-Kennedy am 21. September 1996 spielen.[43]
10. U Got the Look
Der Song stammt aus dem Musikgenre Rock und Prince’ Gitarrenspiel erinnert zuweilen an jenes in Addicted to Love (1986) von Robert Palmer. Den Liedtext singt Prince im Duett mit Sheena Easton und handelt von Begierde und sexueller Anziehungskraft.[38][39] Im Dezember 1989 wies der Oberste Gerichtshof der USA eine Klage von Prince’ Halbschwester Lorna Lee Nelson (* 2. Dezember 1942; † 25. Oktober 2006) ab, die behauptete, der Liedtext von U Got the Look verletze das Urheberrecht an einem von ihr geschriebenen, aber unveröffentlichten Song mit Namen What’s Cooking in this Book.[49]
11. If I Was Your Girlfriend
Das ruhige Stück beginnt mit einem 15-sekündigen Intro, das aus dem gesprochenen Satz „Look at the Bargains over here, Ladies“, entnommen aus dem Stück New York Street Vendor, besteht. Zudem enthält es ein Sample von Wedding March – Recessional (1842) von Felix Mendelssohn. Beides erwähnt Prince in den Liner Notes aber nicht, und beide Stücke erschienen im Jahr 1964 auf dem Album Authentic Sound Effects Vol. 10 von Jac Holzman. If I Was Your Girlfriend stammt aus dem Bereich Funk und Rock. Ähnlich wie bei The Ballad of Dorothy Parker und Forever in My Life kam es bei If I Was Your Girlfriend zu einem Aufnahmefehler; Susan Rogers nahm versehentlich einen Einstellungsfehler vor, der dazu führte, dass Prince’ Gesang bei einigen Wörtern zuweilen verzerrt klingt. „Ich dachte, er würde mir den Kopf abreißen“, erinnerte sie sich später. Doch Prince gefiel der Effekt und er veröffentlichte letztendlich diese Version auf dem Album. Im Liedtext sehnt sich er nach einer entspannten Intimität unter Freundinnen und ließ sich dabei von dem Verhältnis inspirieren, das er bei den Zwillingen Susannah und Wendy Melvoin beobachtet hatte.[36][48][50]
12. Strange Relationship
Der Song ist aus dem Genre Elektronische Tanzmusik und Popmusik. Im Liedtext erträgt der Protagonist nicht, wenn seine Geliebte glücklich ist. Doch ihre Traurigkeit beschäftigt ihn noch mehr – eine Hassliebe entsteht, aus der keiner der beiden als Sieger hervorgeht und für die er sich entschuldigen möchte.[51] Im September 2018 wurde auf dem Album Piano & A Microphone 1983 eine Akustikversion von Strange Relationship veröffentlicht, die Prince im Oktober 1983 aufgenommen hatte und nur auf dem Klavier spielt. Diese Version unterscheidet sich gravierend von der auf Sign o’ the Times.
13. I Could Never Take the Place of Your Man
Der Rocksong erinnert an Surfmusik der 1960er Jahre. Im Liedtext erzählt Prince eine Kurzgeschichte-ähnliche Handlung; eine alleinerziehende Mutter, die erneut schwanger ist, wurde von ihrem Mann verlassen. Sie trifft Prince und möchte mit ihm eine neue Beziehung eingehen, was er aber ablehnt. Zwar ist er für einen One-Night-Stand „qualifiziert“, aber nicht für eine langfristige Beziehung. Ihren Vorschlag, „Freunde sein zu können“, verweigert Prince mit der Begründung, „dass wir nicht befriedigt sein würden“.[33][39][52]
14. The Cross
Das Stück ist eine langsame Rocknummer, das den Hauch einer Hymne und ein verzerrtes Gitarrenmotiv besitzt. Im spirituellen Liedtext beschreibt Prince die Qualen des Lebens auf Erden, die durch die Schönheit des Jenseits gelindert werden.[53][54] Innenraum vom Zénith Paris, 2012
15. It’s Gonna Be a Beautiful Night
Die Aufnahme stammt von einem Livekonzert, das Prince mit The Revolution am 25. August 1986 im Zénith Paris in Frankreich spielte, weswegen er „Paris“ mehrfach im Liedtext erwähnt. Der Song ist aus dem Genre Dance-Pop und Funk, der Liedtext handelt von Begierde und sexueller Anziehungskraft. Der Hintergrundchor zitiert den Gesang der Krieger der Bösen Hexe des Westens aus dem Film Der Zauberer von Oz (1939).[38][39][55] Der ab Minute 5:34 von Sheila E. über Telefonhörer vorgetragene Transmississippirap ist eine Interpretation des von dem englischen Schriftstellers Edward Lear (* 1812; † 1888) verfassten Gedicht mit Namen The Table and the Chair aus seinem Buch Nonsense Songs, Stories, Botany and Alphabets von 1871.[56]
16. Adore
Die R&B-Ballade singt Prince hauptsächlich im Falsett. Nachdem er die beiden Alben Give Me the Reason (1986) von Luther Vandross und Winner in You (1986) von Patti LaBelle gehört hatte, inspirierte ihn dieses, Adore zu schreiben. Im Liedtext zeigt Prince einen reiferen Umgang mit Beziehungen und betont Engagement und Hingabe.[14][29][39]

## Titelliste und Veröffentlichungen
| CD-1/1 | Sign o’ the Times                        | 4:56 |
| CD-1/2 | Play in the Sunshine                     | 5:05 |
| CD-1/3 | Housequake                               | 4:41 |
| CD-1/4 | The Ballad of Dorothy Parker             | 4:01 |
| CD-1/5 | It                                       | 5:09 |
| CD-1/6 | Starfish and Coffee a                    | 2:50 |
| CD-1/7 | Slow Love b                              | 4:22 |
| CD-1/8 | Hot Thing                                | 5:40 |
| CD-1/9 | Forever in My Life                       | 3:30 |
| CD-2/1 | U Got the Look (Duett mit Sheena Easton) | 3:46 |
| CD-2/2 | If I Was Your Girlfriend                 | 4:59 |
| CD-2/3 | Strange Relationship                     | 4:01 |
| CD-2/4 | I Could Never Take the Place of Your Man | 6:28 |
| CD-2/5 | The Cross                                | 4:45 |
| CD-2/6 | It’s Gonna Be a Beautiful Night c        | 9:01 |
| CD-2/7 | Adore                                    | 6:31 |
| Spieldauer: 80:01 min. |                                          |      |
| Autor aller Songs ist Prince a Autor: Prince und Susannah Melvoinb Autor: Prince und Carole Davisc Autor: Prince, Dr. Fink, Eric Leeds |                                          |      |

Ein solches Friedenszeichen integrierte Prince im Albumtitel Sign “☮” the Times

Sign o’ the Times wurde am 30. März 1987 in Großbritannien und einen Tag später in den USA veröffentlicht. Das Album erschien auf Doppel-LP auf Schallplatte und MC, später auch auf Doppel-CD und als Download.
Am 25. September 2020 veröffentlichten NPG Records und Warner Bros. Records mit Sign o’ the Times Super Deluxe eine überarbeitete Version des Originalalbums, und anlässlich des Record Store Day am 24. Oktober 2020 erschien das Original-Doppelalbum als limitierte 140 g Picture Disc auf Schallplatte.

### Singles
Von dem Album wurden vier Singles ausgekoppelt. Am 18. Februar 1987 erschien das Titelstück Sign o’ the Times als Vorabsingle, die auf 3:42 Minuten gekürzt wurde. Als B-Seite dient eine gekürzte Version von La, La, La, He, Hee, die zuvor unveröffentlicht war. Prince nahm diesen Song Mitte Januar 1987 mit Sheena Easton auf. Am 6. Mai 1987 wurde If I Was Your Girlfriend ausgekoppelt und ist 3:46 Minuten lang. Auf der B-Seite ist eine gekürzte Version von Shockadelica zu hören, die zuvor ebenfalls unveröffentlicht war. If I Was Your Girlfriend war die erste Prince-Single, die auch auf CD veröffentlicht wurde, allerdings nur als Promo-Single.
Als dritte Singleauskopplung erschien am 14. Juli 1987 U Got the Look, die mit der Albumversion identisch ist. Die B-Seite Housequake ist auf 3:24 Minuten gekürzt und zensiert; anstatt „Bullshit“ singt Prince nur „Bull“. Als letzte Single wurde am 3. November 1987 I Could Never Take the Place of Your Man ausgekoppelt, die auf 3:38 Minuten gekürzt wurde. Als B-Seite dient das Stück Hot Thing, das mit 3:40 Minuten um zwei Minuten kürzer als die Albumversion ist.
Ferner erschien Ende 1987 in ausschließlich den USA Hot Thing (Edit) auch als Promo-Single, wobei die A- und B-Seite identisch sind. Dagegen ist auf der B-Seite der Maxi-Single der Song im „Extended Remix“ vorhanden. Zudem wurde in ausschließlich Südafrika The Cross mit der B-Seite Adore (Edit) als Promo-Single herausgebracht.
Am 24. September 2020 brachte die deutsche Ausgabe des Musikmagazins Rolling Stone in seiner Oktober-Ausgabe Sign o’ the Times erneut als Vinyl-Single heraus, wobei der Song Witness 4 the Prosecution (Version 1) als B-Seite zu hören ist, der auf dem Album Sign o’ the Times Super Deluxe (2020) vorhanden ist.

### Musikvideos

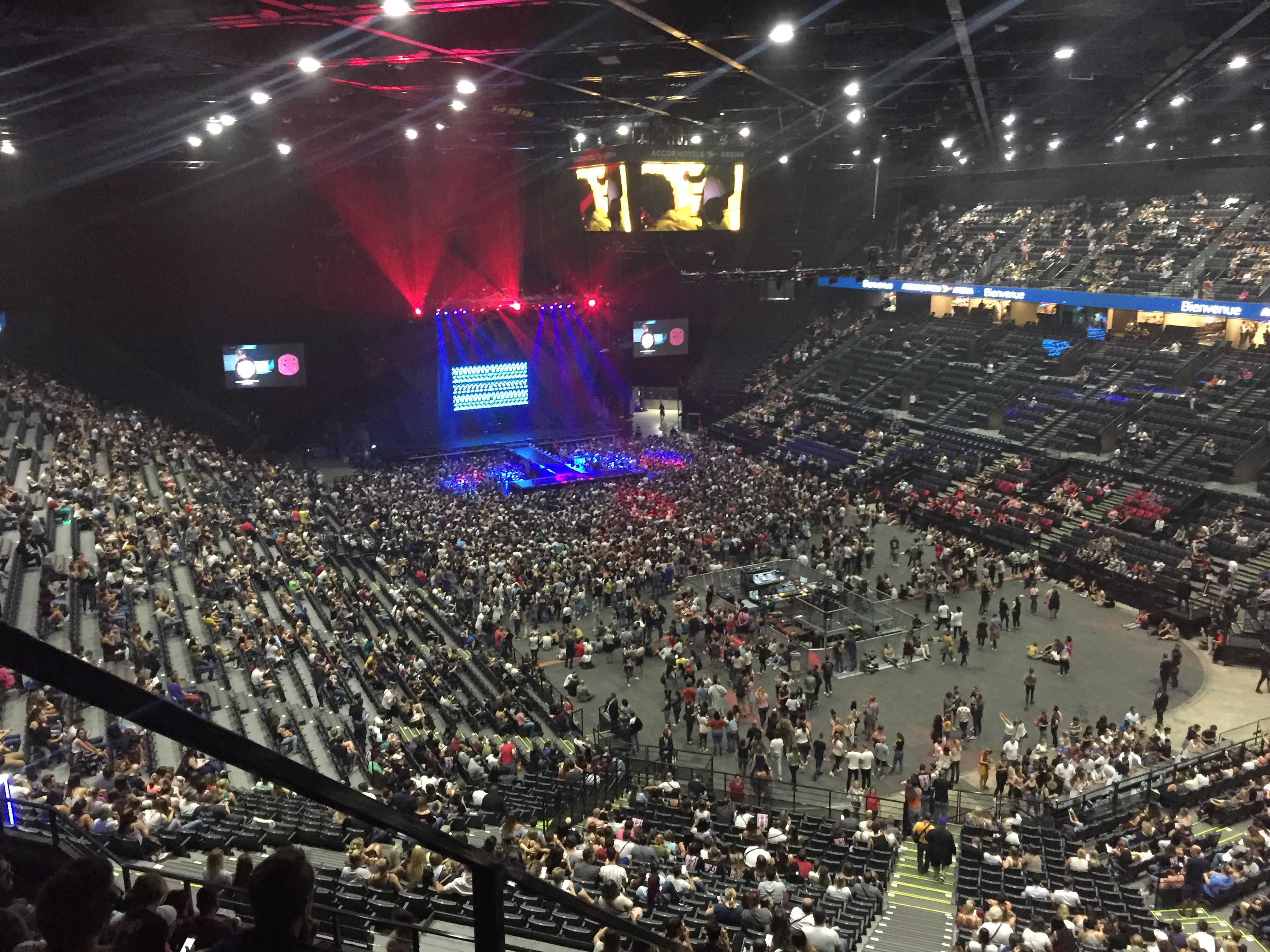
Innenraum vom Palais Omnisports de Paris-Bercy, seit 2019 als Accor Arena bekannt

Prince veröffentlichte mit Sign o’ the Times, U Got the Look und I Could Never Take the Place of Your Man drei Musikvideos zu Songs des Albums Sign o’ the Times.
Das Video zum Titelstück wurde Anfang 1987 produziert und darin ist lediglich der Liedtext vom Song grafisch per Computeranimation farblich dargestellt. Prince oder andere Personen treten nicht auf. Produzentin war Janet Flora und Regisseur war Bill Konersman.
Das Video zu U Got the Look wurde am 16. Juni 1987 in der Arena Palais Omnisports de Paris-Bercy in Paris gedreht. Damals gastierte Prince mit seiner Sign-o’-the-Times-Tour in Frankreich und gab vom 13. Juni bis zum 17. Juni 1987 vier Konzerte im Palais Omnisports de Paris-Bercy, am 16. Juni fand aber kein Konzert statt. Die Dreharbeiten begannen gegen 18 Uhr, wobei zirka 150 Zuschauern anwesend waren, die am Vortag das Prince-Konzert besucht hatten und entsprechende Einladungen mit Datum, Uhrzeit sowie Eingangstür erhielten. Der Videodreh endete etwa 03:00 Uhr nachts, inklusive einer Essenpause für die Zuschauer. Im Video ist Prince mit seiner Begleitband sowie Duettpartnerin Sheena Easton zu sehen, wie der Song gemeinsam auf einer Bühne im Playback gesungen wird. Die Choreografie stammte von der Begleitsängerin und Tänzerin Cat, Regisseur war David Hogan (* 1948). Das Video ist auch im Konzertfilm Prince – Sign O’ the Times integriert und mit einer Länge von 5:32 Minuten in einer verkürzten Fassung von der Maxiversion gedreht worden.
I Could Never Take the Place of Your Man ist ebenfalls aus dem Konzertfilm entnommen, wobei diese Version länger als die Albumversion ist. Zur Singleauskopplung If I Was Your Girlfriend wurde offiziell kein Musikvideo produziert; zwar kann auf verschiedenen Videoportalen ein Video, das auch aus dem Konzertfilm Prince – Sign O’ the Times stammt, online angeschaut werden, aber dieses ist ohne Einfluss und Zustimmung von Prince geschehen.

### Coverversionen
Diverse Musiker aus den unterschiedlichsten Genres nahmen Coverversionen von Songs des Albums Sign o’ the Times auf, wobei das Titelstück am häufigsten interpretiert wurde; dieses haben beispielsweise Billy Cobham (1987), P.J. Proby (1989), Simple Minds (1989), Nina Simone (1993), Jerry Granelli (1996), Sex Mob (1998), The Ukrainians (1998), Heaven 17 (1999), Tilmann Dehnhard (2000), Joy Denalane (2004), Benny Lackner Trio (2006), Mind’s Eye (2006), Sandy Mölling (2006), Chaka Khan (2007), Nils Petter Molvær feat. Sidsel Endresen (2008), Steven Wilson (2008), Barbara Morgenstern (2011), Muse (2012), Torun Eriksen (2013) und Billy Valentine (2023) neu aufgenommen.
The Ballad of Dorothy Parker coverten Bob Belden & Tim Hagans (2005), und Starfish and Coffee Soulwax (1999), Matt Nathanson (2004), Bendik Hofseth (2008), Haddy N’jie (2008) sowie Renee Stahl feat. Maya Rudolph (2015). Außerdem nahm der belgische Musiker Bart Peeters mit Zeester met Koffie (2002) eine Version in flämischer Sprache auf. Slow Love spielte Carole Davis (1989) neu ein, Forever in My Life interpretierten Soulounge (2003) und Chris Whitley & Jeff Lang (2006). U Got the Look nahmen Gary Numan (1992) und Errol Brown (2001) neu auf. If I Was Your Girlfriend coverten TLC (1994), OP:L Bastards (2001), Eels (2008), Minor Majority (2008) und David Helbock (2012). Zudem enthält der Song ’03 Bonnie & Clyde (2002) von Beyoncé und Jay-Z Liedtext von If I Was Your Girlfriend.
I Could Never Take the Place of Your Man nahmen Goo Goo Dolls (1990), Speed Niggs feat. Tom Liwa (1995), Jordan Knight (1999), Sigue Sigue Sputnik (1999), Soulounge (2003), Gob Squad (2004) und Eels (2006) neu auf. Die erste deutschsprachige Version eines Prince-Titels nahm Michy Reincke im Jahr 1992 auf; seine Version Ich bin nicht Dein Mann basiert auf I Could Never Take The Place of Your Man. Das Stück The Cross wurde von Heroina (1991), Porcupine Tree (1994), Laibach (1996), The Blind Boys of Alabama (2002), Audrey Horne (2008), Hadewych Minis (2013) und Simple Minds (2019) gecovert, Adore von TQ (2004) und Silk (2006). Der Song L.M.L.Y.P. (1990) von Ween basiert auf Shockadelica, der B-Seite von If I Was Your Girlfriend.

## Mitwirkende

### Musiker
Alle Songs wurden von Prince arrangiert, komponiert, produziert und vorgetragen. Zudem spielte er alle Musikinstrumente selbst ein, wobei folgende Personen die Aufnahmen ergänzten:
- Atlanta Bliss – Trompete in Adore, Housequake, It’s Gonna Be a Beautiful Night, Slow Love
- Bobby Z. – Schlagzeug in It’s Gonna Be a Beautiful Night
- Brad Marsh, Coke Johnson, Gilbert Davison, Mike Soltys, Susan Rogers, Todd Hermann und „The Penguin“ – „Party Voice“ in Housequake
- Brown Mark – E-Bass in It’s Gonna Be a Beautiful Night
- Dr. Fink – Keyboard in It’s Gonna Be a Beautiful Night
- Eric Leeds – Saxophon in Adore, Hot Thing, Housequake, It’s Gonna Be a Beautiful Night, Slow Love
- Greg Brooks, Jerome Benton, Wally Safford und „6000 Wonderful Parisians“ – Backing Vocals in It’s Gonna Be a Beautiful Night
- Jill Jones – Backing Vocals in It’s Gonna Be a Beautiful Night
- Lisa Coleman – Backing Vocals in Slow Love; Backing Vocals und Keyboard in It’s Gonna Be a Beautiful Night; Holzflöte und Sitar in Strange Relationship
- Mico Weaver („Mico“ wurde zuvor mit „k“ anstatt „c“ geschrieben) – Rhythmusgitarrist in It’s Gonna Be a Beautiful Night
- Sheena Easton – Co-Leadsängerin in U Got the Look
- Sheila E. – Perkussion und Schlagzeug U Got the Look; Perkussion und „Transmississippirap“ in It’s Gonna Be a Beautiful Night
- Susannah Melvoin – Backing Vocals in It’s Gonna Be a Beautiful Night, Play in the Sunshine, Starfish and Coffee, The Ballad of Dorothy Parker
- Wendy Melvoin – Akustische Gitarre und Backing Vocals in It’s Gonna Be a Beautiful Night, Slow Love; Congas und Tamburin in Strange Relationship

### Technisches Personal
- Prince – Toningenieur
- Bernie Grundman – Mastering
- Clare Fischer – Orchestrierung in Slow Love
- Coke Johnson – Toningenieur
- Jeff Katz – Fotografie
- Laura LiPuma – Artdirector
- Susan Rogers – Mixing, Toningenieurin
- Persönliches Management von Prince – Bob Cavallo, Joe Ruffalo, Steve Fargnoli

## Tournee
Die Sign-o’-the-Times-Tour begann am 8. Mai 1987 im Johanneshovs Isstadion in Stockholm und endete am 29. Juni 1987 im Sportpaleis in Antwerpen. Die Tournee fand ausschließlich in Europa statt, umfasste 34 Konzerte und wurde von insgesamt ungefähr 350.000 Menschen besucht. Prince trat unter anderem erstmals in der Schweiz und in Österreich auf. Sowohl die Konzerte am 27. und 28. Juni 1987 im Rotterdam Ahoy als auch das Abschlusskonzert in Antwerpen wurden gefilmt. Ein Zusammenschnitt dieser Konzerte mit ergänzenden Szenen, die in Prince’ Paisley Park Studio in Chanhassen in Minnesota gedreht wurden, kam als Konzertfilm Prince – Sign O’ the Times im November 1987 in die US-amerikanischen Kinos. Eine typische Setlist der Sign-o’-the-Times-Tour bestand aus denjenigen Songs, die auch für den Konzertfilm aufgenommen wurden, ergänzt um die Top-Ten-Hits 1999, When Doves Cry, Let’s Go Crazy, Purple Rain und Kiss.
Die Konzertlänge variierte von 90 bis 110 Minuten und die Gesamtkosten der Bühnenproduktion betrugen in etwa 250.000 US-Dollar, damals ungefähr 450.000 DM. Als Vorgruppe trat die Band Madhouse auf, ein damaliges Nebenprojekt von Prince, und spielte für zirka 20 bis 30 Minuten. Prince’ Begleitband bestand aus folgenden zehn Mitgliedern:
- Atlanta Bliss (* 14. Dezember 1952 als Matthew Blistan in Pittsburgh, Pennsylvania, Schulfreund von Eric Leeds)[78] – Trompete
- Boni Boyer (* 28. Juli 1958 als Bonita Louisa Boyer in Washington, D.C.; † 4. Dezember 1996 in San Pablo, Kalifornien)[79] – Backing Vocals, Keyboard
- Cat (* 24. Juli 1962 als Catherine Vernice Glover in Chicago, Illinois; † 24. September 2024 in Los Angeles, Kalifornien)[80] – Backing Vocals, Tänzerin
- Dr. Fink (* 8. Februar 1957 als Matthew Robert Fink in St. Louis Park, Metropolregion Minneapolis-Saint Paul)[81] – Backing Vocals, Keyboard
- Eric Leeds (* 19. Januar 1952 als Eric Jeffrey Leeds in Milwaukee, Wisconsin) – Querflöte, Saxophon
- Greg Brooks (als Gregory Allen Brooks in Detroit, Michigan)[82] – Backing Vocals, Tänzer
- Levi Seacer Jr. (* 30. April 1961 in Richmond, Kalifornien) – Backing Vocals, E-Bass
- Miko Weaver (* 11. März 1957 als Michael Weaver in Berkeley, Kalifornien) – Backing Vocals, Gitarre
- Sheila E. (* 12. Dezember 1957 in Oakland, Kalifornien) – Backing Vocals, Schlagzeug
- Wally Safford (* 10. November 1959 als Wallace Anthony Safford in Detroit, Michigan; † 9. September 2022 in Southfield, Michigan)[83][84] – Backing Vocals, Tänzer

Am 31. Dezember 1987 spielte Prince in seinem Paisley Park Studio ein Benefizkonzert und beendete damit die Sign-o’-the-Times-Ära. Als musikalischen Gast hatte er Miles Davis eingeladen und das Konzert wurde im September 2020 unter dem Titel Live at Paisley Park – December 31, 1987 auf DVD veröffentlicht.

## Aftershows
Ab dem Jahr 1986 spielte Prince nach dem Hauptkonzert gelegentlich eine Aftershow, also ein weiteres Konzert nach Mitternacht. Seine Aftershows fanden in kleineren Musikclubs vor meist 300 bis 1.500 Zuschauern statt und Prince verzichtete auf die aufwendigen Bühnenshows, Choreografien und Lightshows seiner Hauptkonzerte. Zudem gestaltete er die Songauswahl anders und verzichtete oftmals auf seine Top-Ten-Hits. Höhepunkte mancher Aftershows waren Gastauftritte bekannter Musiker.
Im Jahr 1987 spielte Prince bei fünf der 34 Konzerte von der Sign-o’-the-Times-Tour eine Aftershow, die in folgenden Städten stattfanden: am 13. Mai im Park Lane in Göteborg, am 15. Mai im Quasimodo in Berlin, am 21. Mai im Park Café in München, am 29. Mai im U4 in Wien und am 15. Juni 1987 im New Morning in Paris. Als musikalische Gäste spielten in München Steven Van Zandt und Prince’ Vater John L. Nelson (* 1916; † 2001), bei den anderen Aftershows waren keine Gäste anwesend.

## Rezensionen
Das Doppelalbum Sign o’ the Times stellte nach Ansicht diverser Musikkritiker einen Höhepunkt des musikalischen Schaffens von Prince dar und wurde meist hervorragend bewertet. Einige verglichen es mit The White Album (1968) von The Beatles und Exile on Main St (1972) von The Rolling Stones. Die US-Wochenzeitung The Village Voice wählte Sign o’ the Times zum „Besten Album des Jahres“ 1987 und das Titelstück zur „besten Single des Jahres“. Die Website AOTY (Album of the Year) errechnete mit 99 % die fast höchstmögliche Durchschnittsbewertung, basierend auf neun Rezensionen englischsprachiger Medien.
Nelson George von Pitchfork Media zeigte sich begeistert und gab mit zehn Punkten die Höchstanzahl. Es sei unmöglich, „einen einzelnen Höhepunkt von Prince’ glorreicher Karriere“ in den 1980er Jahren auszuwählen, aber Sign o’ the Times sei „sicherlich sein komplexestes und abwechslungsreichstes Statement“. Das Album sei „ein Zeugnis für die Bandbreite seiner Begabungen und den kühnen künstlerischen Ehrgeiz“, der seiner Musik Gestalt gegeben habe; „innovative Arrangements, verführerische, aber dennoch belastende Liedtexte und seine bemerkenswerte Stimme“ verschmelzen „zu einer Einheit“. Der Titelsong mit Prince’ Kommentar zu den Problemen der Zeit und der „minimalistischen Produktion“ mache deutlich, dass er „sein Ohr auf der Straße hatte“. Das Stück Forever in My Life besitze „die aufrichtige Melodie der frühen“ Sly & the Family Stone und klinge „wie geschaffen für optimistische Mitsinglieder“. Gleichzeitig seien Songs wie Hot Thing und It „aggressiv sexuell“. Die beiden Balladen Adore und Slow Love seien „Paradebeispiele für Prince’ stimmliches Können“; er war „eine Enzyklopädie der Gesangsstile“ und konnte „auf dem nostalgischen“ Slow Love wie ein „Popstar der 1950er Jahre singen“ und in Adore den Soul der 1960er Jahre nachahmen. Obwohl Prince „gleichermaßen versiert in auffälligen Gesangsriffs und im Schreien“ sei, scheine seine „tiefere, kühlere Stimmlage sein wahres Ich auszudrücken“. Das Album sei „schwer zu fassen“, weil in „jedem Track so viel“ passiere; beispielsweise beginne das Up-Tempo-Stück Play in the Sunshine mit dem Sound spielender Kinder, entwickle sich zu einem Rockabilly-Song, gehe „in der Mitte in ein Gitarren-Showcase über“ und ende „mit einer Marimba, einem anderen Schlagzeugmuster und geschickt arrangierten Begleitstimmen in einer musikalischen Welt, die sich von der des Anfangs“ unterscheide. Der Funk-Jam Housequake hätte nach Meinung von George „eine Hit-Single“ werden können, wenn er ausgekoppelt worden wäre. Im Gesamtbild sei Sign o’ the Times „immer noch eine lebendige Sache“ und das Produkt „eines großen Künstlers auf dem Höhepunkt seiner Kräfte“, schrieb George.
Die beiden Musikjournalisten Albert Koch und Thomas Weiland vom Musikexpress waren ebenfalls begeistert und gaben die Höchstpunktzahl von sechs Sternen. Wer sich frage, welche „von den unzähligen Prince-Veröffentlichungen denn nun wirklich die absolut unverzichtbare“ sei, finde mit Sign o’ the Times die Antwort. Sie bezeichneten Prince als „Alleskönner“, der „ein Feuerwerk“ abbrenne. Unter „die gewohnten wilden Partyhymnen, überdrehten Popsongs und hocherotischen Momenten“ mische sich „ein Gespür für die Zeichen der Zeit“. In den Liedtexten schneide Prince Themen wie „Armut, AIDS, Drogenmissbrauch“ sowie den Wunsch nach fester Partnerschaft an; „so eine gesunde Dosis Realismus hat dem Genie noch zur Übergröße gefehlt“, meinten Koch und Weiland.
Stephen Thomas Erlewine von Allmusic gab mit fünf Sternen auch die Höchstpunktzahl. Sign o’ the Times stehe „furchtlos, eklektisch und trotzig chaotisch in der Tradition gewaltiger, chaotischer Doppelalben“ wie The White Album (1968) von The Beatles, Exile on Main St (1972) von The Rolling Stones und London Calling (1979) von The Clash. Prince präsentiere auf seinem Album „von knochentrockenem Elektro-Funk und sanftem Soul bis hin zu pseudo-psychedelischem Pop und knackigem Hardrock“ verschiedene Musikstile. Zudem streife er die Genres Blues, Folk und Gospel. Das Stück If I Was Your Girlfriend beschrieb Erlewine als den „entwaffnendsten und düstersten psychosexuellen Song“, den Prince „je geschrieben“ habe.
Kurt Loder von dem US-Musikmagazin Rolling Stone verteilte ebenfalls die Höchstanzahl von fünf Sternen. Er bezeichnete das Doppelalbum als „natürlich größtenteils umwerfend“, wobei die Hälfte aller 16 Titel sogar „brillant“ sei. Die andere Hälfte sei immer noch „besser als neunzig Prozent der Sachen, die man im Radio“ höre. Es gebe „wirklich niemanden“ wie Prince, der „nach wie vor der seltene Popkünstler“ sei, auf den die Bezeichnung „Genie“ passe. Die „beste Musik“ auf dem Album sei „hart, einfallsreich und überschwänglich experimentell“. Der daraus „resultierende Minimalismus ist wunderbar erfrischend“. Der Song I Could Never Take the Place of Your Man mit „seinem unwiderstehlichen Keyboard-Riff“ sei der „unwiderstehlichste Gitarrenrocker“, den Prince seit When You Were Mine (1980) aus seinem Album Dirty Mind geschrieben habe. Das „sexy“ Slow Love mit seinen „flotten Keyboards und der nackenschmeichelnden Darbietung“ erinnere an Sly Stone auf dem Höhepunkt seiner Kräfte, während „das ausgelassene“ Housequake „einen virtuellen Überblick über dreißig Jahre schwarzer Performance-Stile“ liefere. Außerdem präsentiere sich Prince auch von „seiner unberechenbaren Seite“, was aber „nie langweilig“ sei. If I Was Your Girlfriend bezeichnete Loder als „urkomische und sexuell verblüffende“ Funk-Nummer „mit seltsamen“ Backing Vocals. The Cross beginne als „eine Art Folk-Rock-Ballade“, breche dann in „überwältigende Power-Gitarren-Akkorde“ aus und ende in „jazzigen Gesangsharmonien“. Das Titelstück, Housequake, Hot Thing und I Could Never Take the Place of Your Man würden neue Prince-Klassiker werden, prognostizierte Loder. Die vier Songs It, It’s Gonna Be a Beautiful Night, Slow Love und U Got the Look seien aber „fast genauso gut“. Loder bemängelte lediglich, dass Prince beginne, sich zu wiederholen; Play in the Sunshine sei „die Art von gefühlvollem Rave-up“, den er „schon einige Male“ gespielt habe. Zudem tauche „die kleine Bass-Idee, die die Titelmelodie so einprägsam“ belebe, sowohl in Hot Thing als auch in dem „leicht verblüffenden“ Forever in My Life wieder auf. Aber letztendlich scheine „schlichte Virtuosität“ oder „bloße Brillanz“ eine „zu einfache Übung“ für jemanden mit Prince’ außergewöhnlichen Fähigkeiten zu sein, zog Loder als Fazit.
Robert Christgau zeichnete Sign o’ the Times mit der Höchstnote „A+“ aus und beschrieb Prince als „den begabtesten Popmusiker seiner Generation“. Er lobte vor allem seine stimmlichen Fähigkeiten, die Stevie Wonder „wie einen kämpfenden Bauchredner klingen lassen“. Zudem hob Christgau den Song U Got the Look besonders lobend hervor.
Musikerkollegen äußerten sich ebenfalls über Prince und Sign o’ the Times; Joni Mitchell sagte im Jahr 1987: „Wie jeder Künstler ist er ständig getrieben – motiviert durch künstlerische Weiterentwicklung und Experimentierfreude, im Gegensatz zur ständigen Wiederholung einer einmal erfolgreichen Hitformel“. Als Herbert Grönemeyer in den 1980er Jahren vom Musikexpress danach gefragt wurde, welche Schallplatten er als Notration auf eine Insel mitnehmen würde, zählte er neun auf, darunter Sign o’ the Times und Parade.
Es gab aber auch vereinzelt weniger enthusiastische Kritiken; beispielsweise schrieb Dieter Römer von der Frankfurter Allgemeinen Zeitung: „Schmoren im eigenen Saft“. Zudem hielt er den „Spannungsabfall während einiger Stücke“ für „beträchtlich“. Sein Fazit lautete aber: „Krude Texte, Abzählreime, Gemeinplätze, Vulgärphilosophisches und Endlosvariationen einzelner Zeilen mischen sich mit eindrucksvollen Schilderungen wie im grandiosen Titelstück“.
Geoffrey Himes von der The Washington Post schrieb, das Album sei „inkonsistent“, und Paolo Hewitt vom New Musical Express zeigte sich mit Lob ebenfalls zurückhaltender; Sign o’ the Times wirke lückenhaft, unausgeglichen und unvollendet. Bart Bull von Spin zeigte sich sogar sehr enttäuscht. Er war der Meinung, das Album sei zum „wegschmeißen“ und die Songs „so liederlich“, dass es sich um „Outtakes handeln könnte“.

## Kommerzieller Erfolg

### Chartplatzierungen
| ChartsChartplatzierungen       | Höchstplatzierung | Wochen |
| ------------------------------ | ----------------- | ------ |
| Deutschland (GfK)              | 3 (29 Wo.)        | 29     |
| Österreich (Ö3)                | 2 (28 Wo.)        | 28     |
| Schweiz (IFPI)                 | 1 (27 Wo.)        | 27     |
| Vereinigtes Königreich (OCC)   | 4 (37 Wo.)        | 37     |
| Vereinigte Staaten (Billboard) | 6 (59 Wo.)        | 59     |

| ChartsJahrescharts (1987)      | Platzierung |
| ------------------------------ | ----------- |
| Deutschland (GfK)              | 41          |
| Österreich (Ö3)                | 7           |
| Schweiz (IFPI)                 | 6           |
| Vereinigtes Königreich (OCC)   | 79          |
| Vereinigte Staaten (Billboard) | 47          |

Die Höchstplatzierung in Deutschland resultiert aus dem Oktober 2020 durch die Neuauflage von Sign o’ the Times Super Deluxe, das Originalalbum erreichte 1987 Platz 11.
| Jahr | Titel                                    | Höchstplatzierung, Gesamtwochen, AuszeichnungChartplatzierungen (Jahr, Titel, , Platzierungen, Wochen, Auszeichnungen, Anmerkungen) | Höchstplatzierung, Gesamtwochen, AuszeichnungChartplatzierungen (Jahr, Titel, , Platzierungen, Wochen, Auszeichnungen, Anmerkungen) | Höchstplatzierung, Gesamtwochen, AuszeichnungChartplatzierungen (Jahr, Titel, , Platzierungen, Wochen, Auszeichnungen, Anmerkungen) | Höchstplatzierung, Gesamtwochen, AuszeichnungChartplatzierungen (Jahr, Titel, , Platzierungen, Wochen, Auszeichnungen, Anmerkungen) | Höchstplatzierung, Gesamtwochen, AuszeichnungChartplatzierungen (Jahr, Titel, , Platzierungen, Wochen, Auszeichnungen, Anmerkungen) | Anmerkungen                                                                          |
| Jahr | Titel                                    | DE | AT | CH | UK | US | Anmerkungen                                                                          |
| ---- | ---------------------------------------- | --- | --- | --- | --- | --- | ------------------------------------------------------------------------------------ |
| 1987 | Sign o’ the Times                        | DE35 (14 Wo.)DE | AT20 (8 Wo.)AT | CH11 (15 Wo.)CH | UK10 (9 Wo.)UK | US3 (14 Wo.)US |                                                                                      |
| 1987 | If I Was Your Girlfriend                 | — | — | CH15 (5 Wo.)CH | UK20 (6 Wo.)UK | US67 (6 Wo.)US |                                                                                      |
| 1987 | U Got the Look                           | DE61 (5 Wo.)DE | AT23 (2 Wo.)AT | — | UK11 (9 Wo.)UK | US2 (25 Wo.)US | Duett mit Sheena Easton                                                              |
| 1987 | I Could Never Take the Place of Your Man | — | — | — | UK29 (6 Wo.)UK | US10 (17 Wo.)US |                                                                                      |
| 1988 | Hot Thing                                | DEn.v.DE | ATn.v.AT | CHn.v.CH | UKn.v.UK | US63 (9 Wo.)US | Keine Singleauskopplung, platzierte sich über Airplay Charteinstieg: 6. Februar 1988 |
| 2016 | Sign o’ the Times                        | — | — | CH67 (1 Wo.)CH | — | — | Wiedereinstieg postum: 1. Mai 2016                                                   |

### Auszeichnungen für Musikverkäufe
Sign o’ the Times verkaufte sich weltweit in etwa 3,2 Millionen Mal, wobei die Hälfte davon in den USA abgesetzt wurde.

| Land/Region                  | Auszeichnungen für Musikverkäufe (Land/Region, Auszeichnung, Verkäufe) | Verkäufe  |
| ---------------------------- | ---------------------------------------------------------------------- | --------- |
| Australien (ARIA)            | Gold                                                                   | 35.000    |
| Deutschland (BVMI)           | Gold                                                                   | 250.000   |
| Frankreich (SNEP)            | 2× Gold                                                                | 200.000   |
| Neuseeland (RMNZ)            | Platin                                                                 | 20.000    |
| Niederlande (NVPI)           | Platin                                                                 | 100.000   |
| Schweiz (IFPI)               | Gold                                                                   | 25.000    |
| Vereinigte Staaten (RIAA)    | Platin                                                                 | 1.000.000 |
| Vereinigtes Königreich (BPI) | Platin                                                                 | 300.000   |
| Insgesamt                    | 5× Gold · 4× Platin ·                                                  | 1.930.100 |

Hauptartikel: Prince/Auszeichnungen für Musikverkäufe

## Preise
Prince wurde für die Sign-o’-the-Times-Ära mit folgenden Auszeichnungen und Preisen geehrt:

### NME Awards
28. Februar 1987: Der Song Sign “☮” the Times wurde bei den NME Awards als „Best Single“ ausgezeichnet.

### Grammy-Nominierungen
2. März 1988: Prince wurde bei den Grammy Awards 1988 in drei Kategorien nominiert; Sign o’ the Times für „Album of the Year“ sowie U Got the Look für „Best Rhythm & Blues Song“ und „Best R&B Performance by a Duo or Group with Vocal“, doch Prince gewann in keiner Kategorie. Die Neuauflage Sign o’ the Times Super Deluxe wurde bei den Grammy Awards 2022 als „Best Historical Album“ nominiert, gewann aber ebenfalls nicht.

### Minnesota Music Awards
12. Mai 1988: Wie im Jahr zuvor gewann Prince in insgesamt elf Kategorien. Beispielsweise wurde Sign o’ the Times als „Album of the Year“ ausgezeichnet und das Titelstück sowie U Got the Look erhielten den Preis in der Kategorie „R&B/Bands: R&B Komposition“.

### MTV Video Music Awards 1988
7. September 1988: U Got the Look bekam bei den MTV Video Music Awards 1988 den Preis in den beiden Kategorien „Best Male Video“ und „Best Stage Performance in a Video“.

### Grammy Hall of Fame
15. Mai 2017: Aufnahme des Doppelalbums in die Grammy Hall of Fame.

### Rolling Stone
Im Jahr 2020 erstellte das US-Musikmagazin Rolling Stone eine Liste von Die 500 besten Alben aller Zeiten, in der Sign o’ the Times auf Platz 45 rangiert. Ein Jahr später wählte die gleiche Zeitschrift den Song Adore auf Platz 431 von Die 500 besten Songs aller Zeiten.